# Гондрекур-Экс
Гондреку́р-Экс (фр. Gondrecourt-Aix) — коммуна во французском департаменте Мёрт и Мозель, региона Лотарингия. Относится к  кантону Конфлан-ан-Жарнизи.	

## География

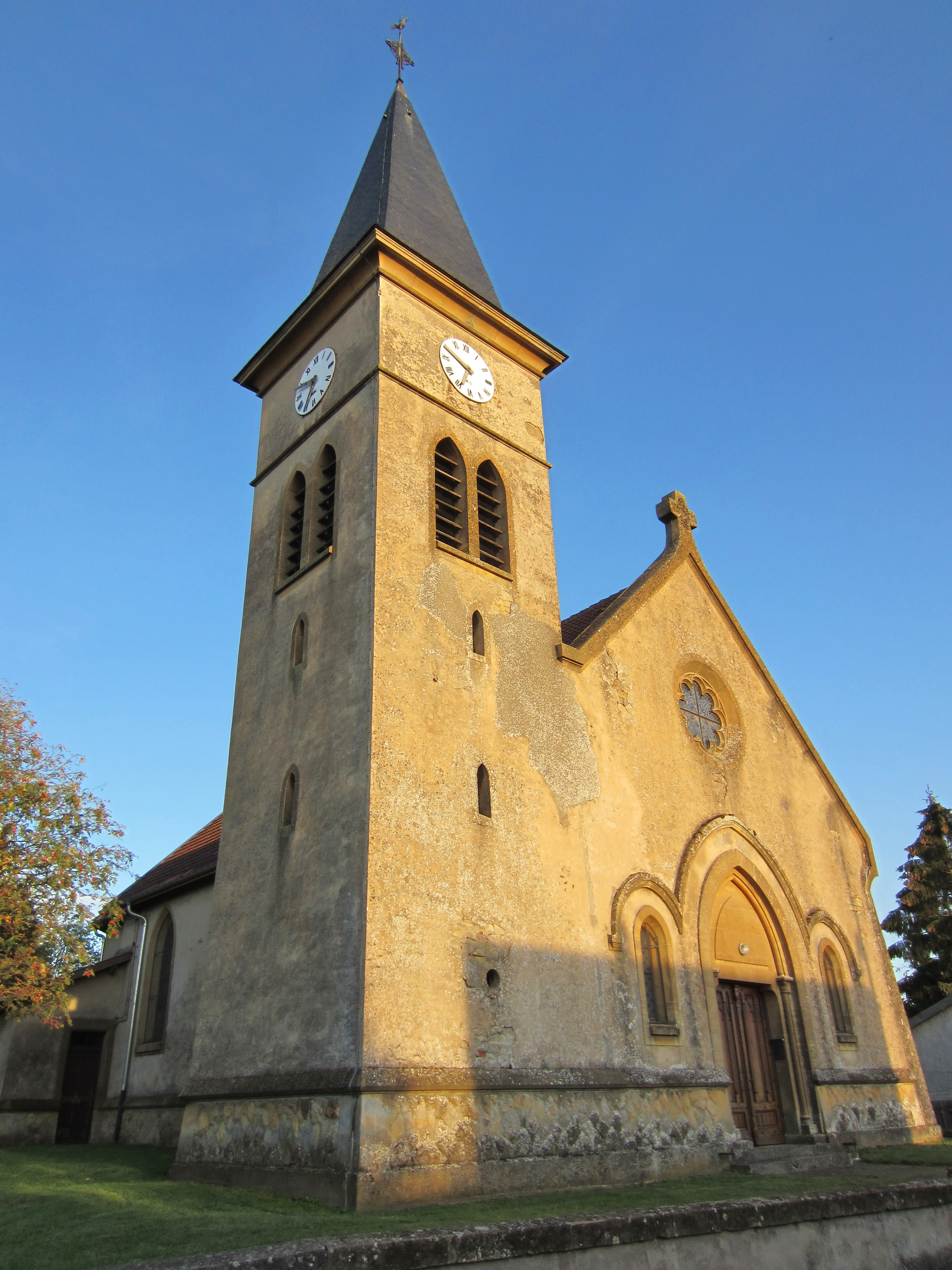
Церковь Сен-Себастьян.

Гондрекур-Экс расположен в 33 км к западу от Меца и в 70 км к северо-западу от Нанси. Соседние коммуны: Аффлевиль на севере, Муавиль на юге.

## История
Коммуна была образована в 1811 году слиянием двух деревень Гондрекур и Экс. 				

## Демография
Население коммуны на 2010 год составляло 180 человек.
| 1962 | 1968 | 1975 | 1982 | 1990 | 1999 | 2010 |
| ---- | ---- | ---- | ---- | ---- | ---- | ---- |
| 235  | 169  | 141  | 137  | 143  | 146  | 180  |